# Yukarıokçular, Yayladağı
Yukarıokçular là một xã thuộc huyện Yayladağı, tỉnh Hatay, Thổ Nhĩ Kỳ. Dân số thời điểm năm 2011 là 1.409 người.